# ARA Bouchard (P-51)
L'ARA Bouchard (P-51)  è un pattugliatore d'altura della Armada Argentina realizzato dalla DCNS, inizialmente appartenente alla classe Gowind, destinato a svolgere diverse missioni navali, come le operazioni di sicurezza marittima, la gestione di crisi e il combattimento, in particolare in ambiente costiero, la sorveglianza e la sovranità in mare, la lotta contro la pirateria e lotta antisommergibile. La nave entrata in servizio nella Marine Nationale con il nome L'Adroit e il distintivo ottico (P 725), dopo essere dismessa dalla Marina francese nel 2018 è stata acquistata dall'Argentina nel 2019.
La nave nella Marine Nationale prendeva il nome in riferimento alla classe L'Adroit, una classe di torpediniere di squadra (o cacciatorpediniere) della Marine nationale degli anni 1920, e alla classe L'Adroit, una classe di escorteurs côtiers (o pattugliatori) della Marine nationale degli anni 1960.

## Storia

### Programma Gowind
Inizialmente, nel 2006, col nome Gowind la DCNS intendeva produrre delle corvette, da 1.000 a 2.000 tonnellate di dislocamento e ben armate, quasi delle piccole fregate.

In seguito, nel 2009, la DCNS, rivide l'idea di realizzare queste corvette complesse per realizzare dei più semplici pattugliatori d'altura (OPV).

Quindi, all'epoca, la linea di navi Gowind comprendeva:
- Gowind Control – un OPV di base per la sorveglianza marittima della ZEE;
- Gowind Presence – un OPV più grande per la sorveglianza marittima della ZEE e con capacità oceanica;
- Gowind Action – una nave grande come la precedente ma armata anche con missili antiaerei e antinave;
- Gowind Combat – una corvetta da 2.000 tonnellate, armata con missili antiaerei e antinave, e siluri ASW.

La DCNS realizzò quindi con fondi propri l'OPV 90 L'Adroit (P 725), che doveva essere il modello di base della gamma Gowind.

La gamma Gowind intendeva rappresentare la proposta di DCNS per la sostituzione degli avvisi della classe d'Estienne d'Orves e dei pattugliatori della classe P400, nel contesto del programma BATSIMAR.
In seguito la DCNS decise di non utilizzare il nome Gowind per la gamma di pattugliatori OPV, che doveva avere come modello di base l'OPV 90 L'Adroit, ma di usarlo per delle corvette.

La gamma Gowind comprende quindi 2 corvette da 102 a 75 metri e con un dislocamento rispettivamente di 2.500 e 1.300 tonnellate.
La DCNS, per sviluppare la linea dei pattugliatori OPV, creò nel 2013 con la società Piriou la joint venture Kership.

La Kership sviluppò quindi una linea di pattugliatori d'altura (Offshore Patrol Vessels – OPV) da 87 a 45 metri, il cui modello di punta rimane L'Adroit.

I pattugliatori OPV sono declinati in diverse versioni e variano tra 87 e 45 metri e hanno dislocamento variabile tra 1.500 e 270 tonnellate.

In seguito, dal 2014, Kership vi aggiunse anche una linea di pattugliatori costieri (Coastal Patrol Vessels – CPV) da 32 a 19 metri.
Le corvette Gowind sono commercializzate da DCNS, mentre i pattugliatori OPV e CPV sono commercializzati da Kership, una joint venture tra DCNS (45%) e Piriou (55%).
Nel giugno 2018, l'Argentina ordina 4 pattugliatori OPV 90: 3 nuovi, che saranno costruiti in Francia, e L'Adroit, che nel frattempo la Marine nationale ha restituito a Naval Group entrando ufficialmente in servizio nella Armada Argentina il 6 dicembre 2019, giorno in cui il pabellón nacional è stato innalzato a bordo della nave.

### Missioni

#### Francia
L'Adroit è stata messa a disposizione alla Marine nationale dal 21 ottobre 2011 fino al 31 agosto 2018; l'unità costruita su fondi propri dalla DCNS è stata data in affitto alla Marine nationale inizialmente per una durata di 3 anni (fino a settembre 2014), il contratto è stato poi prolungato annualmente fino all'estate 2018. Durante questi anni ha svolto numerose missioni, operazioni ed esercitazioni, in particolare:
- la Missione Atalanta nel 2015[8];
- la Missione Corymbe 129 nel 2015[9].
- l'integrazione dello Standing NATO Maritime Group 1 nel 2016[10]

#### Argentina
La nave, dopo essere entrata in servizio nella Armada Argentina, partita dalla base navale di Mar del Plata il 30 aprile 2020 per una missione di pattugliamento, il 4 maggio 2020 ha catturato un peschereccio cinese che pescava nella zona economica esclusiva argentina.

## Descrizione
I pattugliatori d'altura OPV sono destinati a missioni di servizio pubblico (Search and Rescue), missioni di polizia (come la sorveglianza e la sovranità in mare, la lotta contro la pirateria e i traffici illegali) e missioni di controllo marittimo (ricognizione).
I pattugliatori costieri CPV sono destinati a missioni di servizio pubblico, missioni di polizia (come la sorveglianza e la sovranità in mare, la lotta contro la pirateria e i traffici illegali).
Seguendo lo schema della "Postura permanente di salvaguardia marittima" (PPSM) (Défense maritime du territoire (DMT) e Action de l'État en mer (AEM)):
- le corvette Gowind sarebbero destinate ad operare in alto mare, nella ZEE e nelle acque internazionali;
- i pattugliatori OPV sarebbero destinati ad operare nella ZEE e nelle acque internazionali della piattaforma continentale;
- i pattugliatori CPV sarebbero destinati ad operare nelle acque territoriali e nella zona contigua (fino a 24 miglia nautiche (44 km) dalla costa).